# Châteauroux
|  | Per a altres significats, vegeu «Châteauroux (desambiguació)». |

Châteauroux (francès) o Chasteurós (occità) és un comú francès al departament de l'Indre i a la regió de Centre-Vall del Loira. L'any 1999 tenia 49.632 habitants. Capital de l'Indre i dins la regió històrica del Berric, vora el riu Indre, és un mercat agrícola, nucli industrial i centre administratiu i comercial.

## Personatges il·lustres
- Gérard Depardieu (1948) actor.
- Gilles Sunu (1991), futbolista.
- Henri Gatien Bertrand, militar.